# Keir Hardie
James Keir Hardie (Legbrannock, 15 agosto 1856 – Glasgow, 26 settembre 1915) è stato un politico scozzese.

## Biografia
Segretario del sindacato minerario scozzese dal 1886, nel 1892 fu eletto deputato (l'unico) del Partito Laburista Indipendente. L'anno seguente fondò l'Independent Labour Party, di cui rimase presidente fino al 1900. Nel 1906 costituì, dalla fusione fra Trade Unions e Partito Laburista Indipendente, il Partito Laburista, che presiedette fino al 1908.
Già oppositore della guerra anglo-boera, nel 1914 cercò di scongiurare il pericolo della prima guerra mondiale. Nel 1909 pubblicò l'opera India: impressioni e suggestioni. Dopo una serie di ictus, Hardie morì di polmonite in un ospedale a Glasgow il 26 settembre 1915, a 59 anni.